# Johann Georg Mouson
Johann Georg Mouson (* 27. November 1812 in Frankfurt am Main; † 8. Juni 1894 ebenda) war ein deutscher Seifen- und Parfüm-Fabrikant und Teilinhaber der gleichnamigen Firma J.G. Mouson & Cie. sowie Kommunalpolitiker.

## Leben

### Herkunft und Familie
Johann Georg Mouson entstammte der aus Metz kommenden Hugenottenfamilie Mouson und war ein Sohn des Fabrikanten August Friedrich Mouson (1768–1837), der 1798 eine Firma mit dem späteren Namen  J.G. Mouson & Cie gründete. Seine Mutter war Maria Elisabetha Margaretha Neef (1776–1838). Er wuchs mit seinen älteren Geschwistern Friedrich Caspar (1802–1866) und Johann Caspar (1804–1852) auf.

### Wirken  als Unternehmer und Politiker
1830 wurde er Teilhaber des väterlichen Unternehmens. Weil er an Treffen eines revolutionären Männerbundes teilgenommen hatte, wurde er im Zuge der Demagogenverfolgung 1834 verhaftet und zur Verbüßung einer Haftstrafe in die Festung Hartenberg bei Mainz verbracht.
Er wurde der Teilnahme am Frankfurter Wachensturm 1833 und der versuchten Gefangenenbefreiung aus der Konstablerwache verdächtigt. Im Prozess konnte ihm dies allerdings nicht nachgewiesen werden.
1839 kehrte er nach seiner Entlassung in das väterliche Unternehmen zurück und übernahm 1840 das Unternehmen, das in der Zwischenzeit nach dem Tode des Vaters von seinem Bruder Friedrich Caspar weitergeführt wurde.
Die Firma erhielt nun den Namen „J. G. Mouson & Cie.“.
1858 wurde die Kerzenfabrikation eingestellt und von nun an Toilettenseifen und Parfümartikel hergestellt. Die Firma wuchs mit Zweigniederlassungen in London und Paris zu einem weltbekannten Kosmetikunternehmen.
Anfang der 1860er Jahre nahm er seine Neffen Daniel und Jacques in seinen Betrieb auf und machte sie 1878 zu Teilhabern.
1880/1881 errichteten sie eine neue Fabrikanlage, denn auf dem bisherigen Betriebsgelände gab es keine Möglichkeiten zu einer Erweiterung.
Nach Einführung der gesetzlichen Sozialversicherung im Jahre 1883 wurden von der Firma für die Beschäftigten noch bis etwa 1900 die Beiträge übernommen.
Mouson war ein überzeugter Demokrat und wurde 1865/1866 Mitglied des Gesetzgebenden Körpers und der ständigen Bürgerrepräsentation der Freien Stadt Frankfurt.
Er war unverheiratet und starb kinderlos. So übernahmen  seine Neffen das Unternehmen.